# 和良村立和良小学校田平分校
和良村立和良小学校田平分校（わらそんりつ わらしょうがっこう　たびらぶんこう）は、かつて岐阜県郡上郡和良村（現・郡上市）に存在した公立小学校の分校。

## 概要
- 和良村の南部の三庫地区の一部（田平）に存在した分校であった。1964年廃校。

## 沿革
田平分校の前身である和良尋常高等小学校田平分教場の設置は1905年である。ここではそれ以前の田平地区の教育についても記述する。
- 1874年（明治7年） - 田平村、厚波村、東野村が中之保村の貢間義校から離脱。東野村に東野上等小学校を開校する。
- 1875年（明治8年） - 田平村、厚波村、東野村が合併し、三庫村が発足。
- 1881年（明治14年） - 東野中等小学校に改称する。
- 1886年（明治19年） - 三庫簡易科小学校に改称する。
- 1894年（明治27年） -
  - 鹿倉村、宮代村、野尻村、三庫村、横野村、宮地村、沢村、法師丸村、下洞村、土京村、方須村が合併し和良村が発足。
  - 和良村の4つの学校が統合され、和良尋常高等小学校となる。東野地区に南分校を設置する。
- 1904年（明治37年） - 南分校を廃止。
- 1905年（明治38年） - 田平地区に和良尋常高等小学校田平分教場が開校。
- 1921年（大正10年） - 実業補習学校の分教場を併設する。
- 1941年（昭和16年）4月1日 - 和良国民学校田平分教場に改称する。
- 1947年（昭和22年）4月1日 - 和良村立和良小学校田平分校に改称する。
- 1964年（昭和39年）3月 - 廃校。